# Membranständiges Protein

Schematische Darstellung der verschiedenen Arten von membranständigen Proteinen:
1) Interaktion durch eine amphipathische α-Helix parallel zur Membranebene.
2) Interaktion durch einen hydrophobe Schleife.
3) Interaktion durch eine Bindung an Membranlipide.
4) Elektrostatische oder ionische Interaktion mit Membranlipiden (z. B. über Calciumionen).

Als membranständige Proteine bezeichnet man Proteine, die zwar in einer Biomembran verankert sind, diese jedoch nicht durchqueren und somit nur auf einer Seite der Membran lokalisiert sind. Sie gehören zu der Klasse der peripheren Membranproteine.